# Višňová u Kardašovy Řečice
Višňová (deutsch Wischnau) ist eine Gemeinde in Tschechien. Sie befindet sich 15 Kilometer nordwestlich von Jindřichův Hradec und gehört zum Okres Jindřichův Hradec.

## Geographie

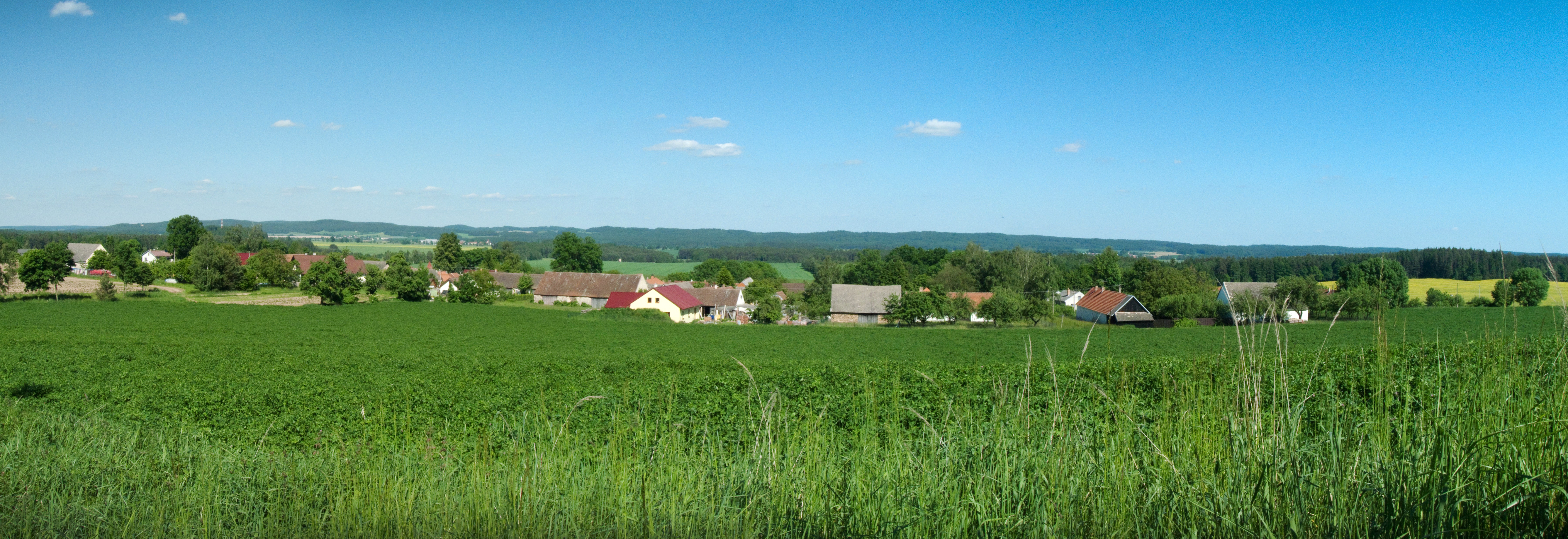
Panorama

Višňová befindet sich in Südböhmen. Nachbarorte sind Dírná im Norden, Samosoly im Nordosten, Pluhův Žďár im Osten, Pohoří im Südosten, Lhota, Kardašova Řečice und Pleše im Süden, Záhoří und Lžín im Westen sowie Závsí im Nordwesten.

## Geschichte
Erstmals urkundlich erwähnt wurde das Dorf im Jahre 1340.

## Gemeindegliederung
Für die Gemeinde Višňová sind keine Ortsteile ausgewiesen. Zu Višňová gehören die Einschichten Biskupský Dvůr (Biskupskyhof) und U Vencaláků.